# Lupinus guascensis
Lupinus guascensis är en ärtväxtart som beskrevs av Charles Piper Smith. Lupinus guascensis ingår i släktet lupiner, och familjen ärtväxter. Inga underarter finns listade i Catalogue of Life.